# Eugène Devéria
Eugène François Marie Joseph Devéria (Parigi, 22 aprile 1805 – Pau, 3 febbraio 1865) è stato un pittore francese.

## Biografia
Devéria ebbe come maestri Girodet-Trioson e Guillaume Guillon Lethière, nonché suo fratello Achille Devéria. Espose per la prima volta al "Salon" del 1824 e raggiunse il successo nel 1827, con il quadro La Naissance de Henri IV. Con Eugène Delacroix e Louis Boulanger fu uno dei principali proponenti del movimento romantico francese nella pittura.
Fra i suoi allievi vi furono Louis Victor Aclocque de Saint-André Auguste-Barthélemy Glaize.